# Paul von Lossow
Paul Hans Oskar von Lossow (* 22. Mai 1865 in Hof; † 21. August 1936 im Ammerland) war ein deutscher Ingenieur und Hochschullehrer.

## Leben
Paul von Lossow war der Sohn des Rechtsrates und späteren Bürgermeisters von Lindau Oskar Wilhelm Heinrich von Lossow (1832–1894) und dessen Ehefrau Emilie Luise Johanna, geborene Schrön (1834–1926). Sein jüngerer Bruder war der spätere Generalleutnant der Reichswehr Otto von Lossow. Paul von Lossow besuchte zunächst die Volksschule in Hof, danach die Realschule in Lindau. Nach der Schule wurde er Kaufmannslehrling in einem Lindauer Handelshaus. Diese Ausbildung sagte ihm jedoch nicht zu, sodass er nach dem Besuch der Augsburger Industrieschule Maschinenbau in München und Berlin studierte.
Nach dem Studium arbeitete er bei einem Maschinenbaubetrieb in der Pfalz. Nach einem Jahr wurde er Assistent von Otto Grove an der Technischen Hochschule München. 1891 wurde er erster Konstrukteur der Maschinenbaugesellschaft in Basel. 1893 wurde er technischer Leiter der Maschinenfabrik Pallenberg in Mannheim. 1894 folgte von Lossow dem Ruf an die Technische Hochschule München, die eine dritte Maschinenbauprofessur eingerichtet hatte. Zunächst lehrte er über Dampf-, Wasserkraft-, Eisenbahn- und Dynamo-Maschinen sowie über Dampfkessel. Ab etwa 1905 waren seine fachlichen Schwerpunkte Dampfkessel und Maschinenelemente. Weitere Tätigkeitsgebiete waren das technische Unterrichtswesen und die Technikgeschichte. Das von ihm verfasste Fachbuch Maschinenteile erschien in insgesamt 17 Auflagen; 1924 wurde auch eine russischsprachige Ausgabe veröffentlicht.
Zusammen mit Carl Busley veranstalte Paul von Lossow 1898 die erste Münchener Marineausstellung. Von 1906 bis 1920 war er Vertreter der deutschen Technischen Hochschulen bei der Dampfkesselnormung. 1916 wurde er Vorstand der Industrie-Abteilung im Bayerischen Kriegsministerium. 26 Jahre lang beriet von Lossow das Bayerische Kultusministerium in Fragen des technischen Mittelschulwesens.
Paul von Lossow gehörte seit 1889 dem Verein Deutscher Ingenieure (VDI) und dem Bayerischen Bezirksverein des VDI an. In den Jahren 1901 und 1902 war er Vorstandsmitglied im Gesamtverein. Dem Bezirksverein, der ihn 1926 zu seinem Ehrenmitglied ernannte, saß er in den Jahren 1896 bis 1898 vor.

## Familie
Paul von Lossow heiratete am 8. April 1888 in Lindau seine Verlobte Emmy Nelly Kassandra Auguste Langheinrich (* 30. September 1865 in Hof; † 25. April 1940). Aus der 1912 geschiedenen Ehe sind vier Kinder entsprossen: Otto Hans Gustav Maximilian (Dr. med.), Eva Mathilde Adeline, Emmy Helene und Fritz Oskar Max (Offizier). Am 14. März 1914 in München, heiratete er in zweiter Ehe die Witwe Dorothea „Dora“ Meyer, geb. Palm (1878–1927).